# 金寶 (DJ)
金寶（Kinple，5月6日—），電台DJ，曾是寶島聯播網以及高雄主人電台主持人，公視台語台棒球主播，現為PODCAST金寶電台主持人、並在台南線上出現。

## 主持
2015年：寶島大夜班
2019年: 夜間航線(主人電台）

## 蘋果日報時期
2017年8月2017年3月23日，馬祖資訊網出現兜售「藍眼淚」商標的事件，造成馬祖鄉親極為憤怒，經樹黨馬祖黨部主委蘇柏豪迅速披露給金寶，引發全國媒體引爆熱潮。 

## 經歷
- 金寶電台 (2007.11-)
- PTTradio (2008.04-2014.10)
- 金寶電台x蘋果Live (2014.10-2015.10)
- 寶島聯播網 (2015.07-2016.03)
- DJ金寶在三立 (2016.10 - 2017.02)
- 蘋果Live x DJ金寶
- 主人電台 (2020.06-2021.01.)
- 台南線上 (2021.04-)

## 外部連結
- ＤＪ金寶的Facebook專頁
- 金寶電台的Facebook專頁
- 我也是電台頭：金寶專訪 （页面存档备份，存于）
- 「正晶」明合體上金寶電台 主持人：緊張了 （页面存档备份，存于）
- 蔡正元接受《金寶電台》訪問 （页面存档备份，存于）
- 舔X案「熟頭戴套套」　游錫堃為網友求情 （页面存档备份，存于）